# هادف، عمان
هادف  یک منطقهٔ مسکونی در عمان است که در استان بریمی واقع شده‌است.